# Tom MacDonald
Thomas "Tom" MacDonald (Vancouver, 21 september 1988), is een Canadees rapper. De teksten van zijn nummers worden veelal bestempeld als controversieel.

## Privéleven
MacDonald groeide op in Brits-Columbia en Alberta. Voordat bij begon met rappen werkte hij als professioneel worstelaar onder de naam 'Allstar'. MacDonald worstelde tevens jaren met alcoholisme, waar hij in 2017 hulp voor zocht.

## Discografie

### Albums
| Titel                 | Datum van uitgave |
| --------------------- | ----------------- |
| See You Tomorrow      | 21 december 2015  |
| Deathreats            | 1 augustus 2018   |
| Ghostories            | 30 augustus 2019  |
| Killing the Neighbors | 15 februari 2020  |
| Gravestones           | 14 augustus 2020  |
| As Far as the Stars   | 9 april 2021      |
| Us Against The World  | 3 september 2021  |

### Singles
| Titel                                      | Jaar van uitgave |
| ------------------------------------------ | ---------------- |
| Dear Rappers                               | 2017             |
| Castles (ft. Sniima Beats)                 | 2017             |
| Helluvit                                   | 2018             |
| Hangman                                    | 2018             |
| Whiteboy                                   | 2018             |
| This House                                 | 2018             |
| American Dreamz                            | 2018             |
| Exposure                                   | 2018             |
| Politically Incorrect                      | 2018             |
| Everybody Hates Me"                        | 2018             |
| I Wish                                     | 2019             |
| Sad Rappers                                | 2019             |
| Straight White Male                        | 2019             |
| Lethal Injection                           | 2019             |
| Mac Lethal Sucksz                          | 2019             |
| If I Was Black                             | 2019             |
| Buttholes                                  | 2019             |
| I'm Sorry                                  | 2019             |
| Ashes                                      | 2019             |
| Cloned Rappers                             | 2019             |
| Trying to Kill Me                          | 2019             |
| Fake Fans                                  | 2019             |
| I Hate Hip Hop                             | 2019             |
| Famous                                     | 2019             |
| White Trash (ft. MadChild)                 | 2020             |
| Sober (ft. MadChild & Nova)                | 2020             |
| Bad News (ft. MadChild & Nova)             | 2020             |
| D.R.U.G.' (ft. MadChild)                   | 2020             |
| I Don't Care                               | 2020             |
| Coronavirus                                | 2020             |
| Blame the Rappers (ft. Dax)                | 2020             |
| I Don't Drink                              | 2020             |
| I Can't Sleep                              | 2020             |
| No Response                                | 2020             |
| My Fans                                    | 2020             |
| The Music Industry                         | 2020             |
| People So Stupid                           | 2020             |
| I'm Corny                                  | 2020             |
| Gravestones                                | 2020             |
| Cancer                                     | 2020             |
| No Lives Matter                            | 2020             |
| Sellout                                    | 2020             |
| Best Rapper Ever                           | 2020             |
| Angels                                     | 2020             |
| Fake Woke                                  | 2021             |
| Cancelled                                  | 2021             |
| Clown World                                | 2021             |
| No Good Bastards (ft. Nova & Brandon Hart) | 2021             |
| Church (ft. Nova & Brandon Hart)           | 2021             |
| Heart Emojis (ft. Nova & Brandon Hart)     | 2021             |
| Dear Slim                                  | 2021             |
| Snowflakes                                 | 2021             |
| Dont Look Down                             | 2021             |
| Withdrawals                                | 2021             |
| Brainwashed                                | 2021             |
| Dummies                                    | 2021             |
| America                                    | 2021             |
| Balloons                                   | 2021             |